# Відкрита дефекація

Охоплення санітарними засобами в усьому світі з 2000 по 2015 рік (помаранчева лінія — дані для відкритої дефекації).

Відкрита дефекація — практика людини випорожнюватися на вулиці («відкрито»), а не в туалеті. Для випорожнення люди можуть вибирати поля, чагарники, ліси, канави, вулиці, канали чи інші відкриті місця. Вони роблять це або тому, що у них немає легкодоступного туалету, або через традиційні культурні звичаї. Така практика поширена там, де немає санітарної інфраструктури та послуг. Навіть якщо туалети доступні, все одно можуть знадобитися зміни поведінки, щоб сприяти використанню туалетів. «Без відкритої дефекації» (ODF) — термін, який використовується для опису спільнот, які перейшли на використання туалетів замість відкритої дефекації. Це може статися, наприклад, після реалізації програм загальної санітарії під керівництвом громади.
Відкрита дефекація може забруднювати довкілля та спричиняти проблеми зі здоров'ям і захворювання. Високий рівень відкритої дефекації пов'язаний з високою дитячою смертністю, поганим харчуванням, бідністю та великою нерівністю між багатими та бідними.: 11 Припинення відкритої дефекації є показником, який використовується для вимірювання прогресу в досягненні Цілі сталого розвитку № 6. Надзвичайна бідність і відсутність санітарії статистично пов'язані між собою. Тому усунення відкритої дефекації вважається важливою частиною зусиль, спрямованих на ліквідацію бідності.
Станом на  2019 приблизно 673 мільйони людей практикують відкриту дефекацію,:74 порівняно з приблизно 892 мільйонами людей (12% населення світу) у 2016 р. У тому році 76% (678 мільйонів) людей, які практикують відкриту дефекацію у світі, проживали лише в семи країнах.

## Огляд
У стародавні часи було більше відкритих просторів і менший тиск населення на землю. Вважалося, що дефекація на відкритому повітрі не завдає шкоди в малонаселених районах, у лісах або на кемпінгах. З розвитком і урбанізацією відкрита дефекація стала проблемою, а отже, важливою проблемою громадського здоров'я та проблемою людської гідності. Зі збільшенням населення в менших районах, таких як міста та селища, більше уваги приділялося гігієні та здоров'ю. Як наслідок, у всьому світі зросла увага до зменшення практики відкритої дефекації.
Відкрита дефекація увічнює порочне коло хвороб і бідності та широко розглядається як образа особистої гідності. Країни, де найбільш широко практикується відкрита дефекація, мають найбільшу кількість смертей дітей віком до п'яти років, а також високий рівень недоїдання, високий рівень бідності та велику різницю між заможними людьми та бідними.

## Термінологія
Термін «відкрита дефекація» став широко використовуватися в секторі водопостачання, санітарії та гігієни (WASH) приблизно з 2008 року. Це сталося завдяки публікаціям Спільної програми моніторингу водопостачання та санітарії (JMP) та Міжнародного року санітарії ООН. СПМ — це спільна програма ВООЗ і ЮНІСЕФ, яка раніше мала завдання моніторингу цілей у сфері водопостачання та санітарії Цілей розвитку тисячоліття (ЦРТ); тепер йому доручено здійснювати моніторинг Цілі сталого розвитку № 6.
Для моніторингу ЦРТ № 7 було створено дві категорії: 1) покращена санітарія та (2) непокращена санітарія. Відкрита дефекація відноситься до категорії непокращеної санітарії. Це означає, що люди, які практикують відкриту дефекацію, не мають доступу до покращених санітарних умов.
У 2013 році Всесвітній день туалету вперше відзначався як офіційний день ООН. Термін «відкрита дефекація» використовувався у виступах на високому рівні, що допомогло привернути увагу світу до цієї проблеми (наприклад, у «заклику до дії» щодо санітарії, оприлюдненому заступником Генерального секретаря ООН у березні 2013 року).

### Без відкритої дефекації
«Без відкритої дефекації» (БВД) — це фраза, яка вперше була використана в програмах повної санітарії під керівництвом громади (ПСКГ). Зараз БВД почали використовувати в інших контекстах. Початкове значення БВД стверджувало, що всі члени громади користуються санітарними засобами (наприклад, туалетами), а не виходять на відкрите місце для дефекації. Це визначення було покращено та додано більше критеріїв у деяких країнах, які прийняли підхід ПСКГ у своїх програмах, щоб припинити практику відкритої дефекації.
Міністерство питної води та санітарії Індії в середині 2015 року визначило БВД як «припинення фекально-оральної передачі, що визначається:
1. не виявлено жодних видимих фекалій в навколишньому середовищі чи селі і
2. кожне домогосподарство, а також державні/громадські установи використовують безпечні технології для утилізації фекалій».[11]

Тут «безпечний технологічний варіант» означає туалет, який містить фекалії, щоб не було забруднення поверхні ґрунту, ґрунтових чи поверхневих вод; мухи або тварини не контактують з відкритими фекаліями; виділення ніхто не обробляє; немає запаху і в навколишньому середовищі немає видимих фекалій. Це визначення є частиною Swachh Bharat Abhiyan (кампанія «Чиста Індія»).

## Причини
Причини відкритої дефекації різноманітні. Це може бути добровільний, напівдобровільний або мимовільний вибір. Найчастіше причиною є відсутність доступу до туалету. Однак подекуди навіть люди з туалетами вдома вважають за краще справляти нужду просто неба.
Нижче наведено кілька загальних факторів, які призводять до практики відкритої дефекації.

### Відсутність туалету
- Відсутність інфраструктури: люди часто не мають туалетів у своїх будинках або в районах, де вони живуть.[13]
- Відсутність туалетів в інших місцях: відсутність туалетів у місцях, віддалених від будинків людей, наприклад у школах або на фермах, призводить до того, що люди справляють нужду просто неба.[13] Іншим прикладом є відсутність громадських туалетів у містах, чи то через небажання компаній дозволяти відвідувачам користуватися їхніми туалетами, чи через обмежений час (наприклад, якщо в місті немає цілодобових підприємств і комусь потрібно користуватися туалетом у неробочий час), що може стати великою проблемою для безхатьків.[14]
- Використання туалетів для інших цілей: у деяких сільських громадах туалети використовуються для інших цілей, наприклад для зберігання домашніх речей, тварин, сільськогосподарських продуктів або використовуються як кухні. У таких випадках для дефекації люди виходять на вулицю.[15][16]

### Туалет незручний або небезпечний

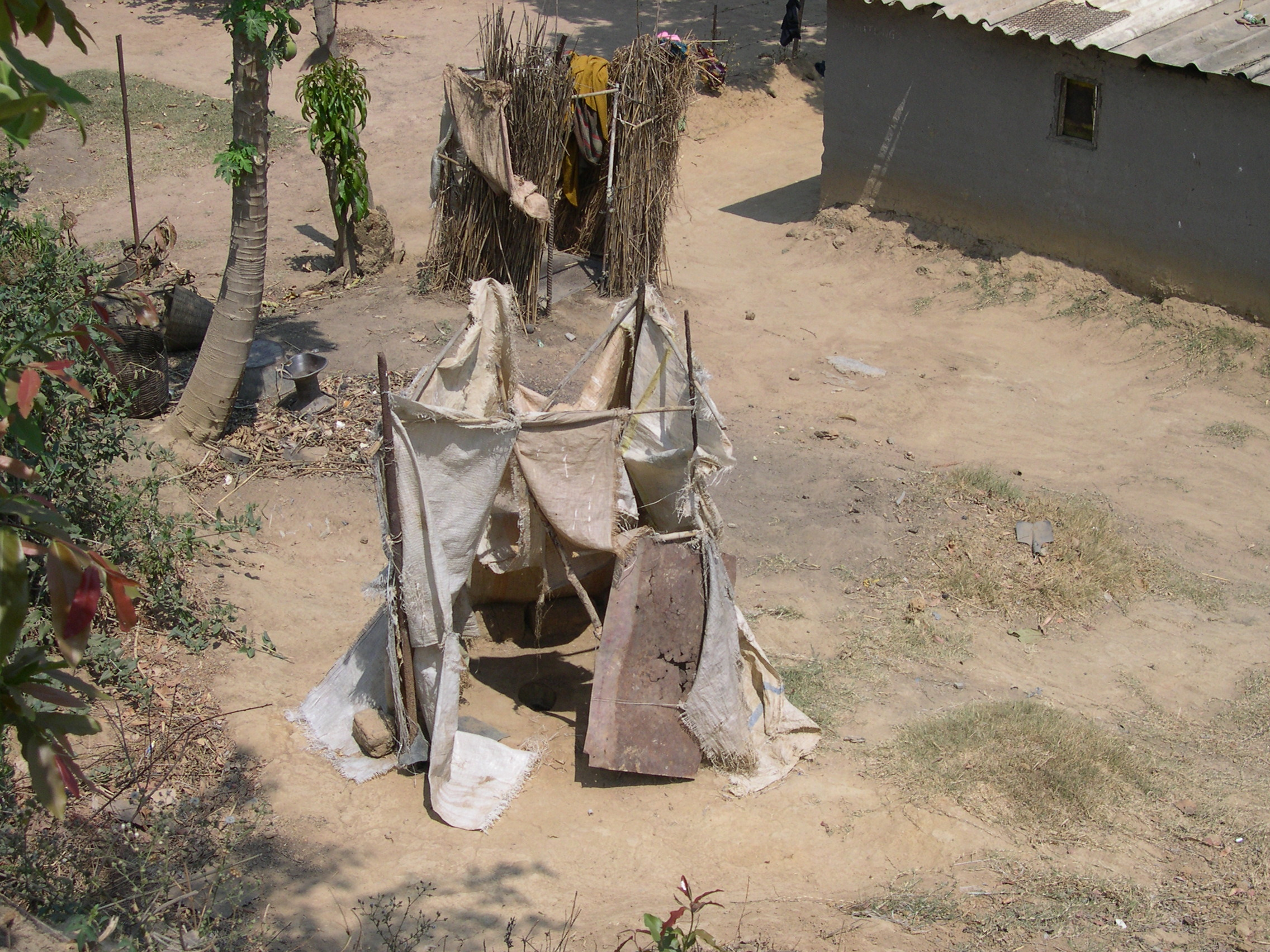
Вигрібна яма з несправною надбудовою в Замбії.

- Погана якість туалету: іноді люди мають доступ до туалету, але туалет може бути зламаний або поганої якості — вуличні туалети (зокрема вигрібні ями) зазвичай позбавлені будь-якого виду очищення та смердять. Іноді туалети не завжди добре освітлені, особливо в місцях, де немає електрики. Інші не мають дверей або не мають води. Також люди не люблять туалети з опаришами або тарганами, тому виходять справляти нужду назовні.[17][18][19][13]
- Ризиковано та небезпечно: доступ до деяких туалетів є небезпечним. Може бути ризик для особистої безпеки через відсутність світла вночі, злочинців навколо них або присутність тварин, таких як змії та собаки. Жінки та діти, які не мають туалетів вдома, часто бояться відвідувати загальні чи громадські туалети, особливо вночі.[19][20] Доступ до туалетів, які не розташовані в будинку, може бути проблемою для людей з обмеженими можливостями, особливо вночі.[21] У деяких частинах світу, наприклад, у Замбії, дуже маленьким дітям не рекомендується використовувати піт-латин, оскільки вони можуть провалитися через відкритий отвір. У тих випадках, коли немає інших доступних санітарних умов, дітям рекомендується практикувати відкриту дефекацію.[22]
- Наявність туалету, але не приватність: деякі туалети не мають справжніх дверей, як двері висить тканина. У деяких громадах туалети розташовані в місцях, де жінки соромляться до них заходити через присутність чоловіків.[23][21][13]
- Відсутність води біля туалету: відсутність води всередині туалетів або поруч з ними призводить до того, що люди беруть воду на відстані перед тим, як скористатися туалетом.[13] Це додаткове завдання і вимагає додаткового часу.
- Занадто багато людей користуються туалетом: це особливо вірно у випадку спільних або громадських туалетів. Якщо занадто багато людей хочуть скористатися туалетом одночасно, деякі люди можуть вийти на вулицю, щоб випорожнитися, а не чекати. У деяких випадках люди можуть не чекати через діарею (або внаслідок екстреної ситуації, пов'язаної із запальним захворюванням кишечника).
- Страх, що яма заповниться: у деяких місцях люди бояться, що їхні туалетні ями заповняться дуже швидко, якщо всі члени сім'ї користуватимуться ними щодня. Тому вони продовжують виходити, щоб затримати заповнення туалетної ями. Особливо це актуально у випадку з вигрібною ямою.[19][21]

### Причини поза туалетною інфраструктурою
- Недостатня обізнаність: люди в деяких громадах не знають про переваги використання туалетів.[24]
- Відсутність змін у поведінці: у деяких громадах є туалети, але люди вважають за краще справляти нужду просто неба.[10] У деяких випадках ці туалети надаються урядом або іншими організаціями, і люди їх не люблять або не цінують. Вони продовжують справляти нужду на відкритому повітрі. Крім того, люди похилого віку часто справляють нужду на відкритому повітрі, і вони не вагаються змінити свою поведінку та зайти в закритий туалет.[13]
- Віддаю перевагу природі: це відбувається переважно в малонаселених або сільських районах, де люди рано вранці виходять на вулицю та йдуть справляти нужду в поля чи кущі. Віддають перевагу природі і свіжому повітрю; замість того, щоб справляти нужду в закритому просторі, наприклад, в туалеті.[4] Можуть існувати культурні чи звичні переваги справляти нужду «на відкритому повітрі», біля місцевої річки чи струмка, або навіть куща.
- Поєднання відкритої дефекації з іншими видами діяльності: деякі люди ходять рано вранці, щоб доглядати за своїми фермами. Деякі вважають це соціальною діяльністю, особливо жінки, які люблять виділити час, щоб вийти з дому. По дорозі на поле для відкритої дефекації вони можуть спілкуватися з іншими жінками та піклуватися про своїх тварин.[13]
- Соціальні норми: відкрита дефекація є частиною життя людей і повсякденних звичок у деяких регіонах. Наприклад, опитування 2011 року в сільській місцевості Східної Яви, Індонезія, показало, що багато чоловіків вважають таку практику «нормальною» та мають певні переваги, такі як соціальне спілкування та фізичний комфорт.[25] У деяких культурах можуть існувати соціальні табу, згідно з якими в одній сім'ї свекор не може користуватися тим самим туалетом, що й невістка.
- Соціальні чи особисті уподобання: відкрита дефекація є переважною практикою в деяких частинах світу, і багато респондентів в опитуванні 2015 року заявили, що «відкрита дефекація була більш приємною та бажаною, ніж використання вбиральні».[25]
- У деяких суспільствах відкрита дефекація є навмисним засобом запліднення, який широко використовується.
- Нетримання калу: цей медичний стан може призвести до раптових «надзвичайних ситуацій» і відсутності достатнього часу для доступу до туалету.

### Публічна дефекація з інших причин
У розвинених країнах відкрита дефекація може бути викликана бездомністю. Відкрита дефекація в розвинених районах також вважається частиною рекреаційних заходів на свіжому повітрі, таких як кемпінг у віддалених районах. Важко оцінити, скільки людей практикує відкриту дефекацію в цих громадах.

## Поширеність і тенденції

Частка людей, які практикують відкриту дефекацію в 2015 році За урядовими даними, з тих пір поширеність відкритої дефекації в Індії зменшилася.

### Країни з високими показниками
Практика відкритої дефекації тісно пов'язана з бідністю та відчуженням, особливо у випадку сільської місцевості та неформальних міських поселень у країнах, що розвиваються. Спільна програма моніторингу водопостачання та санітарії (JMP) ЮНІСЕФ і ВООЗ збирає дані про поширеність відкритої дефекації в усьому світі. Цифри розділені за сільськими та міськими районами та за рівнями бідності. Завданням цієї програми є моніторинг прогресу в досягненні Цілі розвитку тисячоліття (ЦРТ), що стосується питної води та санітарії. Оскільки відкрита дефекація є одним із прикладів не покращених санітарних умов, JMP контролює її для кожної країни, і результати публікуються на регулярній основі. Дані про відкриту дефекацію раніше об'єднувалися разом з іншими даними про непокращену санітарію, але з 2010 року збираються окремо.
За поточними оцінками, близько 673 мільйонів людей практикують відкриту дефекацію.:74
Кількість людей, які практикують відкриту дефекацію, впала з 20 відсотків у 2000 році до 12 відсотків у 2015 році.: 34 У 2016 році було оцінено 892 мільйони людей, які не мали жодних санітарних умов і, отже, практикували відкриту дефекацію (у жолобах, за кущами, у відкритих водоймах тощо). Більшість людей (9 з 10), які практикують відкриту дефекацію, живуть у сільській місцевості, але переважна більшість проживає у двох регіонах (Центральна Африка та Південна Азія). У 2016 році сімдесят шість відсотків (678 мільйонів) із 892 мільйонів людей у світі, які практикують відкриту дефекацію, проживали лише в семи країнах.
Деякі країни з великою кількістю людей, які відкрито справляють нужду, перераховані в таблиці нижче.
| Країна          | Загальна кількість населення | Відсоток і кількість людей, які справляють нужду просто неба                 | Інші оцінки (на основі даних, наданих урядом або інших джерел) |
| --------------- | ---------------------------- | ---------------------------------------------------------------------------- | --- |
| Камбоджа        | 16,949,415                   | 17 % або 2,8 млн (2021)                                                      | |
| Чад             | 16,244,513                   | 69 % або 11 мільйонів (2018)                                                 | |
| Китай           | 1 411 778 724                | 1 % або ~13 мільйонів (2018)                                                 | |
| Еритрея         | 5 228 000                    | 76 % або 4 мільйони (2017)                                                   | |
| Ефіопія         | 117 876 227                  | 18 % або 20,1 млн (2020)                                                     | |
| Індія           | 1,352,642,280                | 15 % або ~209,4 млн (Світовий банк 2020) 48 % або 594 млн (за даними ЮНІСЕФ) | Національне щорічне дослідження сільської санітарії в Індії повідомляє, що 96,5 % сільських домогосподарств в Індії мали туалети. Власна оцінка індійського уряду в січні 2019 року становила 1,4 %, або 19 мільйонів. За даними Світового банку, 15 % індійців практикують відкриту дефекацію. |
| Індонезія       | 270 203 917                  | 9 % або 25 мільйонів (2020) }                                                | |
| Непал           | 28 095 714                   | 10 % або 2,8 млн (2019)                                                      | |
| Нігер           | 24,112,753                   | 68 % або 14 мільйонів (2017)                                                 | |
| Нігерія         | 211,400,708                  | 24 % або 48 мільйонів (2021)                                                 | |
| Пакистан        | 225,199,937                  | 7 % або 15 мільйонів (2020)                                                  | |
| Філіппіни       | 106 651 394                  | 4 % або 4 мільйони (2020)                                                    | |
| Південний Судан | 12 778 250                   | 63 % або 6 мільйонів (2019)                                                  | |
| Судан           | 44,909,353                   | 27 % або 11 мільйонів (2017)                                                 | |
| В'єтнам         | 96 208 984                   | 4 % або 3,7 млн (2017)                                                       | |

### Індія
Відкрита дефекація широко практикується в Індії. У всьому світі Індія має найбільшу кількість людей, близько 594 мільйонів, тобто 48 % індійців практикують відкриту дефекацію. Близько половини населення Індії користуються туалетами. Оскільки 44 відсотки матерів викидають фекалії своїх дітей просто неба, існує дуже високий ризик зараження води мікробами (бактеріями, вірусами, амебами), що викликає діарею у дітей. Хоча доступ до санітарії в сільській місцевості Індії покращується, це збільшення не є справедливим. Відкрита дефекація все ще майже повсюдна серед найбідніших 20 % населення Індії. У звіті, опублікованому WaterAid, зазначено, що в Індії найбільша кількість людей, які не мають доступу до базової санітарії, незважаючи на зусилля уряду Індії в рамках місії Swachh Bharat. Близько 522 мільйонів людей практикували відкриту дефекацію в Індії в 2014 році, незважаючи на наявність доступу до туалету. Цьому сприяло багато факторів, від бідності до корупції в уряді.
Відтоді за допомогою Swachh Bharat, двоетапної програми, якою керує індійський уряд, Індія побудувала близько 100 мільйонів додаткових домашніх туалетів, що принесе користь 500 мільйонам людей в Індії за статистичними даними, наданими індійським урядом (Етап 1: 2014—2019), Фаза 2: 2020—2025). Кампанія по будівництву туалетів у містах і сільській місцевості досягла значного скорочення відкритої дефекації між 2014 і 2019 роками. У вересні 2019 року Фонд Білла та Мелінди Гейтс нагородив індійського лідера Нарендру Моді за його зусилля щодо покращення санітарії в країні. За даними ЮНІСЕФ, кількість людей без туалету скоротилася з 550 мільйонів до 50 мільйонів. Були також повідомлення про те, що люди не користуються туалетами, незважаючи на наявність туалетів, хоча, за даними Світового банку, 96 % індійців користувалися туалетами, які вони мали. У жовтні 2019 року Моді оголосив Індію «вільною від відкритої дефекації». Це оголошення експерти сприйняли скептично. Вони назвали повільну зміну поведінки, проблеми з обслуговуванням і проблеми з доступом до води як перешкоди, які продовжували блокувати мету Індії бути на 100 % відкритою дефекація вільна.
Хоча відкрита дефекація все ще триває, вона значно скоротилася. Завдяки успіху місії Swachh Bharat, Моді має запустити Фазу 2 з 2020 по 2025 рік. Під час фази 2 уряд зосередиться на розділенні відходів і подальшому викоріненні відкритої дефекації в країні.

### Пакистан
У 2017 році звіт WaterAid показав, що 79 мільйонів людей у Пакистані не мали доступу до гідного туалету в країні. За даними ЮНІСЕФ, у 2018 році 10 %, або 22 мільйони людей у Пакистані практикували відкриту дефекацію. За останнім звітом ЮНІСЕФ станом на 2020 рік, 7 % або 15 мільйонів людей у Пакистані практикують відкриту дефекацію.

### Сполучені Штати
У Сан-Франциско (Сполучені Штати) з 2011 по 2018 рік кількість скарг на відкриту дефекацію вуличними фекаліями зросла в п'ять разів, було зареєстровано 28 084 випадки. В основному це сталося через зростання у місті кількості безхатьків. Повідомлялося про подібні проблеми в Лос-Анджелесі та Маямі.
«Божевільна пупер» — так назвали невідому жінку, яка регулярно справляла нужду в громадських місцях під час пробіжки влітку 2017 року в американському місті Колорадо-Спрінгс.

## Впливи

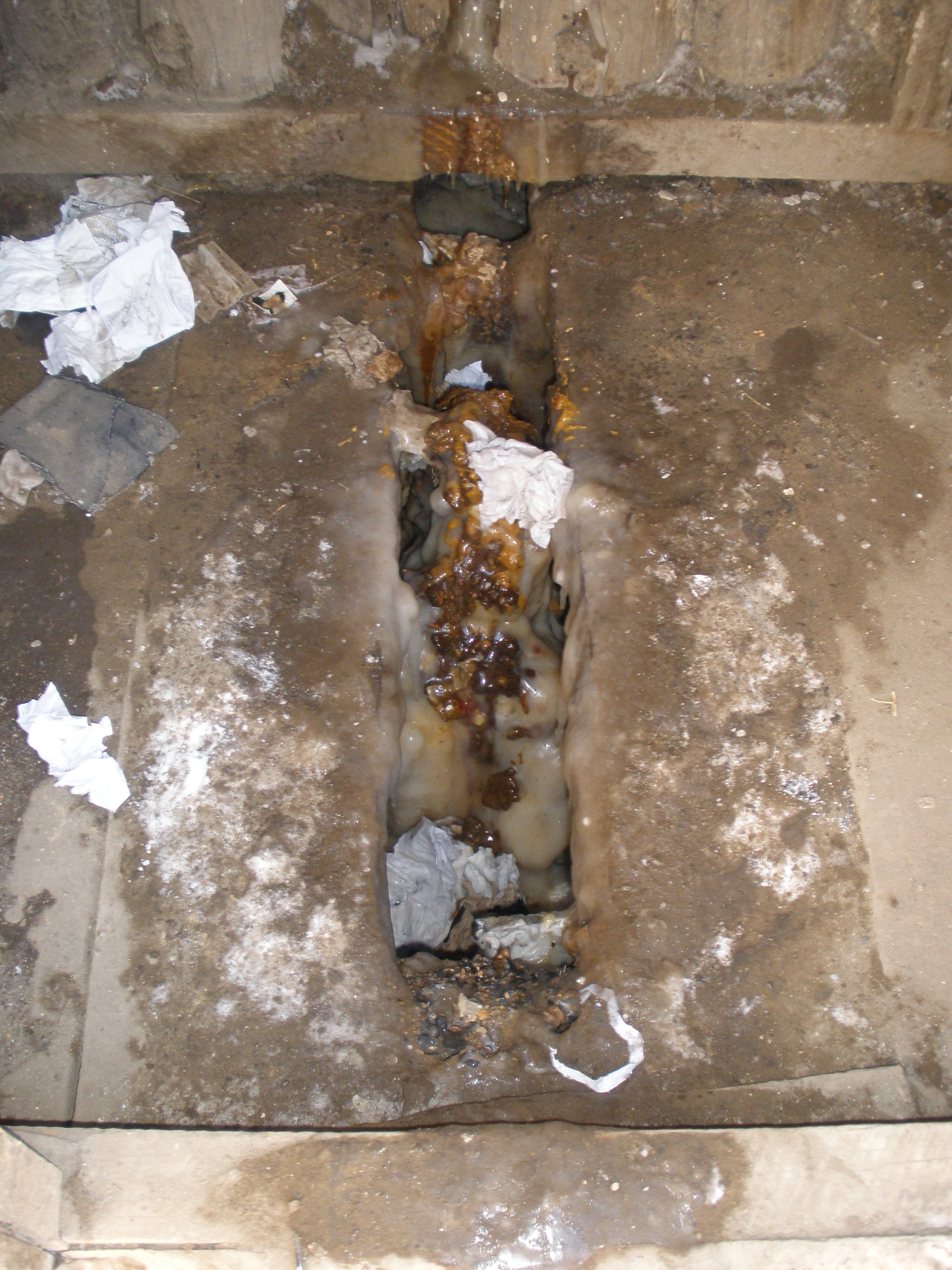
Брудна вигрібна яма в Монголії змушує людей замість цього вибирати відкриту дефекацію

### Громадське здоров'я
Негативний вплив відкритої дефекації на здоров'я населення такий самий, як описано, коли взагалі немає доступу до санітарії. Відкрита дефекація — і відсутність санітарії та гігієни загалом — є важливим фактором, що викликає різні захворювання; найпоширенішими є діарея та кишкові глистові інфекції, а також черевний тиф, холера, гепатит, поліомієліт, трахома та інші.
Несприятливий вплив відкритої дефекації на здоров'я виникає через те, що відкрита дефекація призводить до фекального забруднення місцевого середовища. Отже, особи, які дефекуються, неодноразово піддаються впливу багатьох видів фекальних бактерій, таких як грампозитивний золотистий стафілокок та інші фекальні патогени, і це особливо серйозно для маленьких дітей, чия імунна система та мозок ще не повністю розвинені.
Певні захворювання об'єднані разом під назвою хвороб, що передаються через воду, тобто хвороби, які передаються фекальними збудниками у воді. Відкрита дефекація може призвести до забруднення води, коли дощ змиває фекалії, які розсіюються в навколишньому середовищі, у поверхневі води або незахищені колодязі.
У 2014 році ВООЗ визнала відкриту дефекацію основною причиною смерті від діареї. У 2013 році щодня від діареї помирало близько 2000 дітей віком до п'яти років.
Маленькі діти особливо вразливі до ковтання фекалій інших людей, які лежать навколо після відкритої дефекації, тому що маленькі діти повзають по землі, ходять босоніж і тягнуть речі в рот, не миючи рук. Фекалії сільськогосподарських тварин також викликають занепокоєння, коли діти граються у дворі.
У тих країнах, де найбільш широко практикується відкрита дефекація, спостерігається найбільша кількість смертей дітей віком до п'яти років, а також високий рівень недоїдання (що призводить до затримки росту дітей), високий рівень бідності та велика різниця між багатими та бідний.
Дослідження, проведені в Індії, показали, що шкідливі наслідки для здоров'я (особливо для здоров'я в ранньому віці) є ще більш значними через відкриту дефекацію, коли щільність населення висока: «Така сама кількість відкритої дефекації вдвічі гірша в місці з високою середньою щільністю населення. як Індія проти низької середньої щільності населення, як у країнах Африки на південь від Сахари».
Відкрита дефекація також негативно впливає на здоров'я дітей та якість їхнього життя, оскільки створює проблеми зі здоров'ям та психологією.

### Безпека жінок
Існують сильні гендерні наслідки, пов'язані з відсутністю відповідних санітарних умов. На додаток до універсальних проблем, пов'язаних із відкритою дефекацією, необхідність сечовипускання у відкритому місці також може бути проблематичною для жінок. Відсутність безпечних приватних туалетів робить жінок і дівчат уразливими до насильства та є перешкодою для навчання дівчат. Жінки піддаються ризику сексуального домагання та зґвалтування, оскільки вони шукають місця для сечовипускання чи дефекації, які є відокремленими та приватними, часто в темний час доби.
Відсутність приватного життя особливо сильно впливає на безпеку та почуття гідності жінок і дівчат у країнах, що розвиваються. Вони відчувають сором, що їм доводиться мочитися або випорожнюватися в громадських місцях, тому часто чекають до ночі, щоб справити нужду. Вони ризикують піддатися нападу після настання темряви, хоча це означає, що цілий день болісно тримають свій сечовий міхур і кишечник. Жінки в країнах, що розвиваються, все частіше висловлюють страх перед нападом або зґвалтуванням, коли їм доводиться виходити з дому в темряві. Повідомлення про напади або переслідування біля туалетів або в них, а також поблизу або в місцях, де жінки мочяться або дефекають відкрито, є поширеними.

## Профілактика
Наступні спільні стратегії можуть дозволити громадам, як сільським, так і приміським, стати повністю вільними від дефекації та залишатися такими: маркетинг санітарії, комунікація щодо зміни поведінки та «розширена» повна санітарія під керівництвом громади («CLTS +»), доповнена 'підштовхуванням'.
Є кілька факторів, які використовуються для викорінення відкритої дефекації, одним із яких є зміна поведінки. SaniFOAM (Focus on Opportunity, Ability, and Motivation) — це концептуальна основа, розроблена спеціально для вирішення питань санітарії та гігієни. Використовуючи цілеспрямованість, можливості, здібності та мотивацію як категорії визначальних факторів, модель SaniFOAM визначає перешкоди для впровадження вбиралень, водночас слугуючи інструментом для розробки, моніторингу та оцінки санітарних заходів. Нижче наведено деякі з ключових факторів, які використовуються для боротьби з відкритою дефекацією на додаток до зміни поведінки:
- політична воля;
- санітарні рішення, які пропонують кращу цінність, ніж відкрита дефекація;
- посилення місцевих систем надання послуг у державному секторі;
- створення правильних структур стимулювання.

### Інтегровані ініціативи
Зусилля, спрямовані на зменшення відкритої дефекації, більш-менш такі ж, як і на досягнення ЦРТ щодо доступу до санітарії. Ключовим аспектом є підвищення обізнаності (наприклад, через Всесвітній день туалету ООН на глобальному рівні), кампанії зі зміни поведінки, підвищення політичної волі, а також попиту на санітарні умови. Кампанії повної санітарії під керівництвом громади (ПСКГ) приділили особливу увагу припиненню відкритої дефекації, «спонукаючи» самі громади до дії.

### Прості варіанти санітарної техніки

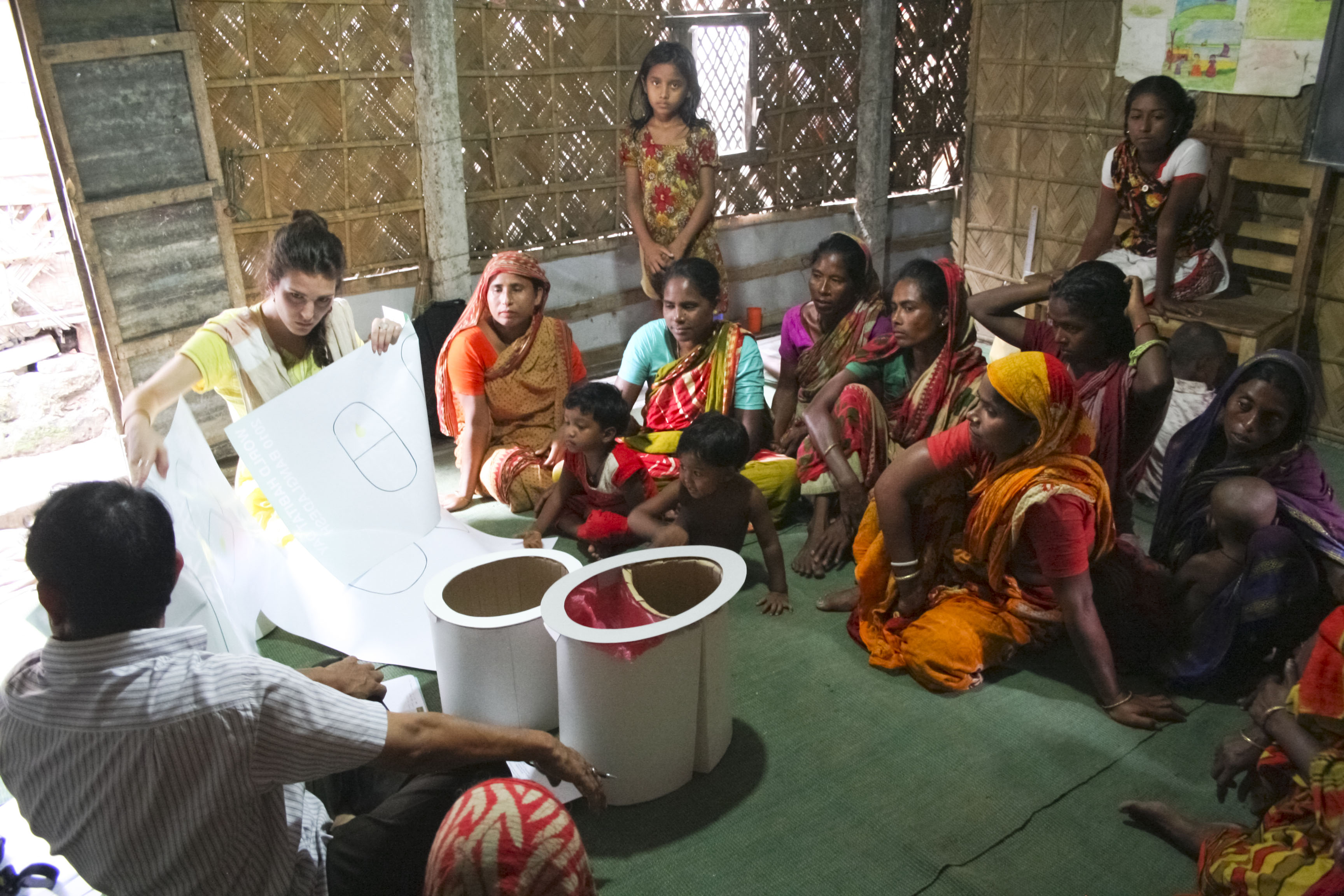
Мешканці Міменсінгха, Бангладеш, беруть участь у семінарі, щоб дізнатися більше про варіанти мобільної санітарії (MoSan) як альтернативу відкритій дефекації

Існують деякі прості варіанти санітарних технологій, які дозволяють зменшити поширеність відкритої дефекації, якщо поведінка відкритої дефекації пов'язана з відсутністю туалетів у домогосподарстві, а спільні туалети знаходяться занадто далеко або занадто небезпечно, щоб дістатися, наприклад, вночі.

#### Туалетні сумки
Люди вже можуть використовувати поліетиленові пакети (також звані літаючими туалетами) вночі, щоб утримувати свої фекалії. Проте шведська компанія People, яка виробляє «сумку Peepoo», розробила більш просунуте рішення пластикового мішка для туалету, який є «персональним, одноразовим, самодезінфікуючим, повністю біорозкладаним туалетом, який запобігає безпосередньому забрудненню фекаліями території, а також навколишньої екосистеми». Ця сумка зараз використовується в гуманітарних організаціях, школах і міських нетрях у країнах, що розвиваються.

#### Туалети-відра та відведення сечі
Унітази-відра — простий портативний варіант унітазу. Їх можна модернізувати різними способами, одним із яких є відведення сечі, що може зробити їх схожими на сухі туалети з відведенням сечі. Відведення сечі може значно зменшити запахи з сухих туалетів. Прикладами використання такого типу туалету для зменшення відкритої дефекації є туалет «MoSan» (використовується в Кенії) або сухий туалет із відведенням сечі, який пропагує SOIL на Гаїті.

## Суспільство і культура

### Медіа
Основні засоби масової інформації в деяких постраждалих країнах останнім часом підхоплюють це питання відкритої дефекації, наприклад, в Індії та Пакистані.

### Правовий статус
У певних юрисдикціях відкрита або публічна дефекація є кримінальним злочином, який карається штрафом або навіть ув'язненням.

### У масовій культурі
Есе Девіда Седаріса «Пригоди на куточку Пу» присвячене людям, які відкрито справляють нужду в комерційних підприємствах.

### Відкрита дефекація під час прогулянок на свіжому повітрі
Деякі національні парки забороняють відкриту дефекацію в деяких районах. Якщо випорожнення відбувається відкрито, загальна порада полягає в тому, щоб випорожнитися у викопану яму та засипати її землею.